# Валяев, Юрий Константинович
Юрий Константинович Валяев (род. 18 апреля 1959, с. Журавлиха, Краюшкинский район, Алтайский край, РСФСР, СССР) — советский и российский деятель органов внутренних дел и государственный деятель. Сенатор Российской Федерации — представитель от исполнительной власти Еврейской автономной области с 22 сентября 2020. Вошёл в Комитет по обороне и безопасности в качестве заместителя председателя.
Министр внутренних дел по Республике Алтай с 2002 по 2011. Начальник Главного управления МВД России по Пермскому краю с 13 апреля 2011 по 10 марта 2014. Начальник Главного управления по обеспечению охраны общественного порядка МВД России с 10 марта 2014 по 22 сентября 2020. Генерал-лейтенант полиции (2014). Кандидат юридических наук (2009).
Из-за поддержки нарушения территориальной целостности Украины во время российско-украинской войны находится под персональными международными санкциями  Евросоюза, США, Великобритании и ряда других стран.

## Биография
Родился 18 апреля 1959 в селе Журавлиха Краюшкинского (ныне Первомайского) района Алтайского края. По национальности — калмык.
В 1980 окончил Омскую высшую школу милиции. В 2009 защитил диссертацию «Метод разрешения в административном праве» на соискание учёной степени кандидата юридических наук.
С 1980 по 1981 — инспектор уголовного розыска по профилактической службе ОВД Октябрьского райисполкома Барнаула, Алтайский край.
С 1981 по 1985 — старший инспектор уголовного розыска, с 1985 по 1989 — заместитель начальника отделения уголовного розыска.
С 1989 по 1993 — начальник ГОВД Октябрьского райисполкома Барнаула.
С 1993 по 1997 — начальник ОВД Ленинского района Барнаула.
С 1997 по 1999 — заместитель начальника УВД Барнаула.
С 1999 по 2002 — первый заместитель начальника УВД Алтайского края.
С 2000 по 2002 трижды был в служебной командировке в Чечне.
С 2002 по 2011 — министр внутренних дел по Республике Алтай.
С 13 апреля 2011 по 10 марта 2014 — начальник Главного управления МВД России по Пермскому краю.
С 10 марта 2014 по 22 сентября 2020 — начальник Главного управления по обеспечению охраны общественного порядка МВД России. Координировал взаимодействие МВД России с органами государственной власти субъектов Российской Федерации.
С 22 сентября 2020 — Сенатор Российской Федерации — представитель от исполнительной власти Еврейской автономной области.

## Деятельность в Совете Федерации
21 октября 2020 года Валяев Юрий Константинович на заседании  выступил с законом, согласно которому военнослужащие должны ежегодно проходить медицинские осмотры, диспансеризацию и химико-токсикологические осмотры. Закон внесло Правительство РФ.
Федеральный закон гласил, что Федеральные госорганы, где предусмотрена военная служба, наделяются правом устанавливать порядок прохождения военнослужащими медицинских осмотров и диспансеризации, а также определять перечень исследований (по согласованию с Минздравом России), проводимых при прохождении военными медицинских осмотров и диспансеризации. 27 октября закон подписан Президентом России.
25 декабря 2020 года сенатор Валяев Ю.К. представил на рассмотрение поправки о дополнительной защите информации об оперативниках и судьях судебной системы РФ. Указанные лица, согласно закону, защищаются государством. Главы силовых структур имеют право скрыть информацию из Росреестра, ЕГРЮЛ, ЕГРИП об имуществе своих подчинённых и (или) об имуществе их семей. Закон запрещает операторам выдавать сведения о лице (имуществе лица), если оно работает в силовом или судейском аппарате.
Данные поправки были разработаны депутатами Государственной Думы Василием Пискарёвым, Дмитрием Вяткиным и Дмитрием Савельевым как реакция на белорусские протесты 2020-2021 годов.
Федеральный закон был одобрен Советом Федерации и подписан Президентом РФ 30 декабря 2020 года.
31 марта 2021 года сенатор представил на рассмотрение Совета Федерации поправки к закону «О полиции», которые исправляли правовую коллизию между данным законодательным актом и законом о присяжных заседателях. Поправки обязывали полицию передавать информацию о кандидатах в присяжные заседатели в муниципальный (региональный) орган власти по их запросу. Информация касалась непогашенной либо неснятой судимости присяжных заседателей, либо её отсутствии.
На практике полиция часто отказывала региональным и муниципальным властям в подобной информации, поскольку в статье 6 Федерального закона "О присяжных заседателях федеральных судов общей юрисдикции в Российской Федерации" обязанность уведомлять региональные власти о списке кандидатов в присяжные заседатели лежит на руководителях организаций, независимо от формы собственности.
Данная редакция убирает правовую неопределённость, обязывая полицию предоставлять указанную информацию муниципальным (региональным) властям.
Также закон «О полиции» дополнен её обязанностью предоставлять информацию региональным властям о наличии (отсутствии) судимости в отношении организаторов собраний, митингов, демонстраций, шествий и пикетирования, а также членов избирательных комиссий.
Данный закон внесла Самарская губернская дума. После одобрения Советом Федерации и подписания Президентом РФ нормативный акт вступил в силу 15 апреля 2021 года.

## Санкции
9 марта 2022 года, на фоне вторжения России на Украину, внесён в санкционный список всех стран Европейского союза, так как он голосовал за ратификацию договоров о дружбе и сотрудничестве с самопровозглашёнными ЛНР и ДНР.
24 марта 2022 года внесён в санкционный список Канады «соратников режима» за «содействие в нарушения суверенитета и территориальной целостности Украины»
30 сентября 2022 года внесён в санкционный список Соединенных Штатов Америки «за аннексию Путиным регионов Украины» и одобрения закона о фейках. Государственный департамент отмечает, что сенаторы  «проголосовали за одобрение просьбы Путина о вводе войск в Украину, что послужило неоправданным предлогом для полномасштабного вторжения России в Украину».
По аналогичным основаниям, с 15 марта 2022 года находится под санкциями Великобритании. С 16 марта 2022 года находится под санкциями Швейцарии. С 21 апреля 2022 года находится под санкциями Австралии. Указом президента Украины Владимира Зеленского от 7 сентября 2022 находится под санкциями Украины. С 3 мая 2022 года находится под санкциями Новой Зеландии.

## Семья
Отец — родом из села Северное Лаганского района Калмыкии, мать — сибирячка.
Женат, супруга — Валентина Валяева, имеют двоих дочерей.

## Награды
- Орден Почёта
- Медаль ордена «За заслуги перед Отечеством» II степени
- Медаль «За отличие в охране общественного порядка»
- Медаль «За доблесть в службе» (МВД)
- Медаль «За боевое содружество» (МВД)
- Медаль «За заслуги в управленческой деятельности» III степени (МВД)
- Медаль «200 лет МВД России»
- Медаль «60 лет Победы в Великой Отечественной войне 1941—1945 гг.»
- Медаль «За заслуги перед Республикой Алтай»
- Нагрудный знак «За отличную службу» I степени (МВД)
- Нагрудный знак «210 лет Российской фельдъегерской связи»
- Именное оружие — пистолет Макарова